# Tigran Martirosjan (Gewichtheber, 1983)
Tigran Wardani Martirosjan (armenisch Տիգրան Վարդանի Մարտիրոսյան, * 3. März 1983 in Gjumri) ist ein armenischer Gewichtheber der 85-kg-Klasse.

## Karriere
Seinen bislang größten Erfolg feierte Tigran Martirosjan bei den Olympischen Sommerspielen 2008, wobei er eine Bronzemedaille in der Gewichtsklasse bis 85 kg mit einer Gesamtleistung von 380 kg (177 kg + 203 ) erringen konnte, nach dem aber der Zweitplatzierte wegen Dopings gesperrt wurde, erhielt er nachträglich die Silbermedaille.
Zudem gewann er die Bronzemedaille bei der Weltmeisterschaft 2006 in der Kategorie bis 85 kg mit einer Gesamtleistung von 370 kg und wurde dabei mit 172 kg Vizeweltmeister im Reißen vor dem leistungsgleichen, aber schwereren Russen Aslambek Edijew. Mit derselben Leistung wurde er auch 2009 Vizeweltmeister im Reißen hinter dem Chinesen Long Yu, konnte aber im Stoßen nicht mehr antreten.
Bei der Europameisterschaft 2008 holte er alle drei Goldmedaillen der 85-kg-Klasse mit einer Gesamtleistung von 377 kg (172 kg + 205 kg).